# Wolfgang Knoll (Politiker)
Wolfgang Knoll (* 21. März 1929 in Cunnersdorf bei Hirschberg; † 25. Juli 2019 in Kelkheim (Taunus)) war ein deutscher Politiker (LDP/FDP).

## Leben
Knoll, ein Handwerkersohn, stammte aus Schlesien und floh nach Kriegsende in die Sowjetische Besatzungszone. Als Folge seiner politischen Tätigkeit verließ er 1948 Ostdeutschland und siedelte zunächst nach Niedersachsen und dann nach Hessen über. Nach einer kaufmännischen Ausbildung war er von 1961 bis 1971 tätig für den Bundesnachrichtendienst, zuständig für „Aufklärung Ost“. Anschließend war er Referent für Planungsangelegenheiten im Hessischen Wirtschaftsministerium. Er war Mitbegründer und lange Jahre Geschäftsführer der Gesellschaft zur Rekultivierung der Kiesgrubenlandschaft Weilbach mbH (GRKW), zuletzt mit Sitz im Aufsichtsrat. Er starb am 25. Juli 2019 in Kelkheim (Taunus) im Alter von neunzig Jahren.

## Politik
Knoll trat im November 1945 als 16-Jähriger in die Liberal-Demokratische Partei in Jerichow im Kreis Genthin ein. Nach 1948 trat er in die FDP Holzminden ein. Spätestens seit Anfang 1953 war er stellvertretender Vorsitzender im Bundesvorstand des Bundes Deutscher Jugend. 1955 wurde er in den Kreisvorstand der FDP Marburg gewählt.
1977 war er Gründungsmitglied der Karl-Hermann-Flach-Stiftung und saß zeitlebens in deren Stiftungsrat. 1982 war er Gründungsmitglied und erster Bundesvorsitzender der Vereinigung liberaler Kommunalpolitiker, langjähriges Mitglied des Präsidiums der FDP Hessen und von 1991 bis 1997 Mitglied des FDP-Bundesvorstandes. Zudem war er von 1974 bis 1989 Erster Kreisbeigeordneter des Main-Taunus-Kreises. Er war Ortsvorsitzender der FDP in Kelkheim, Bezirksvorsitzender und später Ehrenvorsitzender des Kreisverbandes. Laut dem Höchster Kreisblatt hatte Knoll maßgeblichen Anteil daran, dass Hofheim am Taunus 1980 Kreisstadt wurde.

## Sonstiges
Er war Präsidiumsmitglied der Präsidiumsmitglied der Hessisch-Slowenischen Gesellschaft. 1975 war er Vorsitzender vom Naturpark Hochtaunus, der ab 1988 eine Partnerschaft mit dem Nationalpark Triglav in Slowenien führte. Ab 1988 gehörte er dem Aufsichtsrat der Hessische Industriemüll AG an, aus der später die HIM GmbH hervorging.

## Auszeichnungen
- Paulskirchen-Medaille in Gold
- 2006 Freiherr-vom-Stein-Plakette des Landes Hessen ausgehändigt von Volker Bouffier für „sein Jahrzehnte langes Engagement politisches Engagement“.[5]
- 1996 Ehrenabzeichen der Freiheit der Republik Slowenien für Verdienste und persönliche Beiträge in der fachlichen Zusammenarbeit zwischen dem Naturpark Hochtaunus und dem Nationalpark Triglav (dritthöchste Ordensstufe Častni znak svobode der höchsten Auszeichnung des Landes)[14]

## Privates
Wolfgang Knoll war verheiratet.